# Cobenzlové
Cobenzlové (též Kobenzl nebo Cobentzel) byl rakouský šlechtický rod. Původ měli v Korutansku, později sídlili v Kraňsku a Gorici na pomezí severní Itálie a dnešního Slovinska. Během 16.–19. století vzešlo z rodu několik významných osobností, v roce 1588 získali říšský stav svobodných pánů a v roce 1675 říšský hraběcí titul. Čtyři členové rodiny obdrželi Řád zlatého rouna, náležely jim též čestné dědičné úřady v několika zemích habsburské monarchie. Hlavním rodovým sídlem byl hrad Predjama (Lueg) a zámek Hošperk (Haasberg) zničený za druhé světové války. Posledními mužskými potomky rodu byli významní diplomaté přelomu 18. a 19. století bratranci Jan Filip Cobenzl (1741–1810) a Jan Ludvík Cobenzl (1753–1809), oba zastávali funkci rakouského státního kancléře. Janem Filipem v roce 1810 rod vymřel.

## Historie

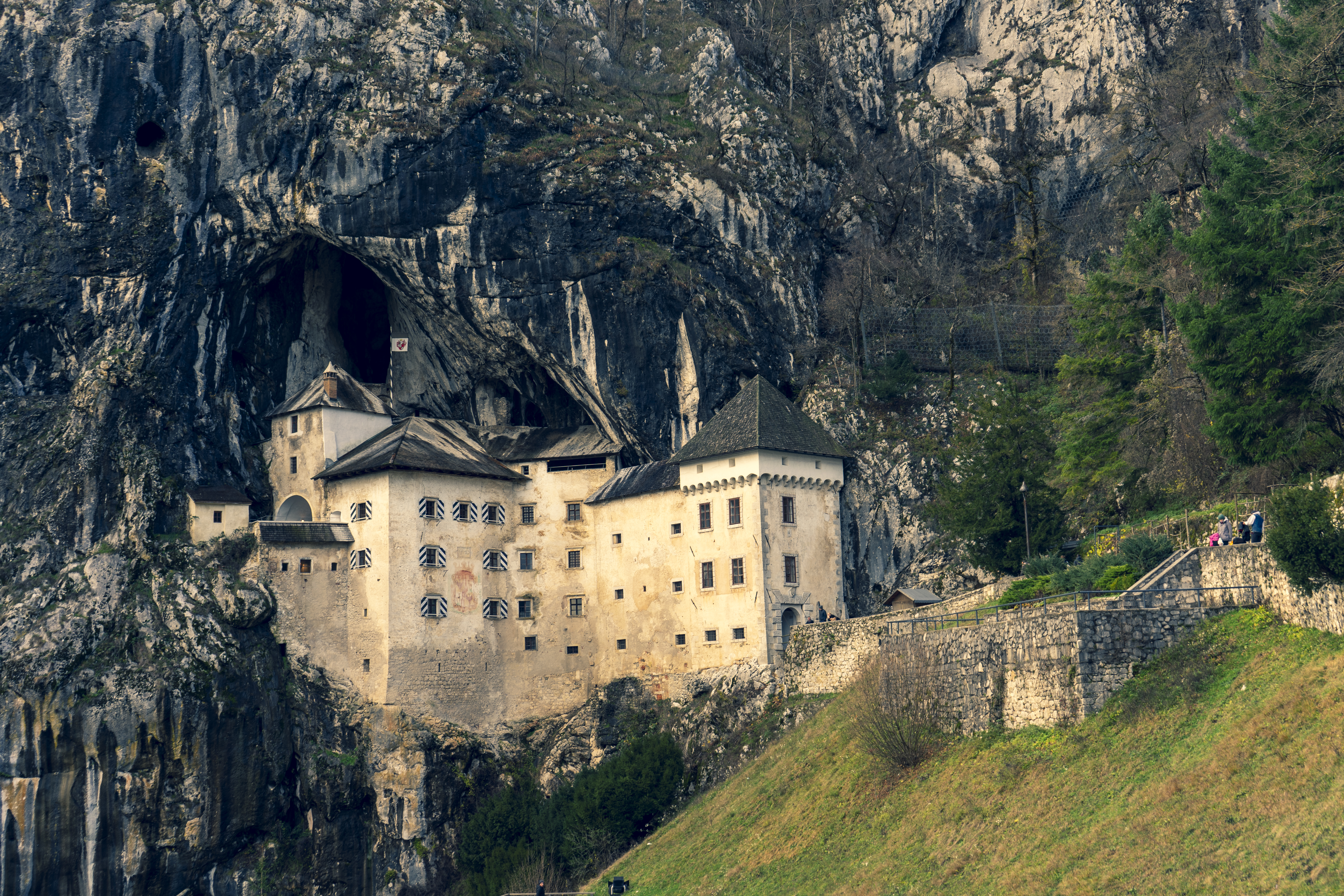
Hrad Predjama (Slovinsko), hlavní rodové sídlo v 16.–19. století

Rod Cobenzlů má původ v Korutansku a jako první se připomíná Ulrich Cubentcel v roce 1209. Později potomci přesídlili z Korutan do prostoru Kraňska a Gorice, kde jim patřily statky až do 19. století. Kryštof Cobenzl přijal v 16. století predikát z Proseggu podle města Prosecco poblíž Terstu. Sňatkem také získal hrad Predjama (Lueg) v dnešním Slovinsku. Jeho syn Hans (1530–1594) byl členem Řádu německých rytířů a vynikl jako diplomat, dvakrát byl císařským vyslancem v Rusku, později byl zemským hejtmanem v Kraňsku a také hejtmanem v Terstu. U Prosecca získal do dědičného vlastnictví hrad Mocolano (slovinsky Mokolan). Spolu s bratrem Ulrichem byl v roce 1563 povýšen do šlechtického stavu a nakonec v roce 1588 od císaře Rudolfa II. obdržel říšský stav svobodných pánů. V dalších generacích zastávali členové rodu funkce ve správě Kraňska a Gorice a dále rozšiřovali svůj majetek. Zatímco hrad Mocolano u Prosecca zanikl v 17. století, jejich hlavním sídlem se časem stal hrad Predjama.

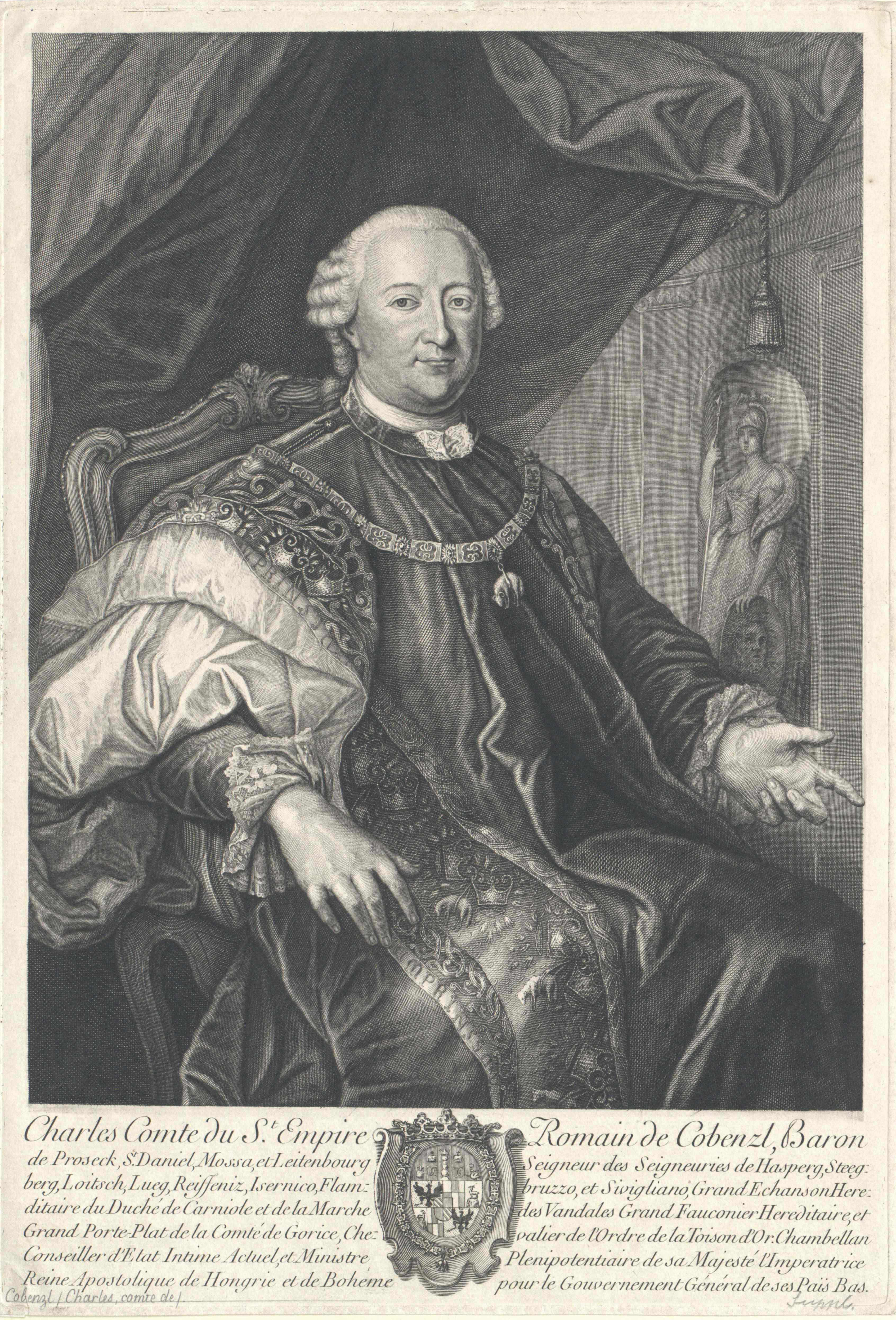
Jan Karel Cobenzl (1712–1770), rakouský diplomat, zástupce místodržitele v Rakouském Nizozemí

Jan Filip II. (1635–1702), který byl tajným radou, komořím a zemským hejtmanem v Gorici, byl v roce 1675 povýšen do hraběcího stavu. Jeho syn Jan Kašpar II. (1664–1742) dosáhl významného postavení u císařského dvora, kde se stal nejvyšší maršálkem a nejvyšším komořím, jako první z rodu získal Řád zlatého rouna. V roce 1704 dosáhl potvrzení hraběcího titulu dědičně, od roku 1722 měl nárok na predikát Vysoce urozený (Hoch- und Wohlgeboren). K rodovým statkům ve Slovinsku přikoupil od Eggenbergů v roce 1717 panství Logatec. Po rodině Eggenbergů také převzal dědičnou hodnost nejvyššího číšníka v Kraňsku. Předtím již od roku 1715 držel také dědičné úřady nejvyššího truksase a sokolníka v Gorici a Gradišce. V další generaci vynikl Jan Karel (1712–1770), který byl též nositelem Řádu zlatého rouna a řadu let působil jako zplnomocněný ministr v Rakouském Nizozemí. Jeho mladší bratr Guidobald (1716–1797) proslul jako mecenáš umění a k rodovým statkům přikoupil panství Ribnica (Reifnitz). Na přelomu 18. a 19. století vzešli z rodu dva významní státníci a diplomaté. Jan Filip III. (1741–1810) byl diplomatem v Rakouském Nizozemí, později státním kancléřem, během napoleonských válek ale jeho vliv poklesl a kariéru zakončil na méně významném postu vyslance v Paříži. Jeho bratranec Jan Ludvík (1753–1809) vynikl jako dlouholetý velvyslanec v Rusku a nakonec rakouský ministr zahraničí. Oba bratranci získali také Řád zlatého rouna, ale byli také posledními potomky rodu. Jan Ludvík měl sice dva syny, ti ale zemřeli v dětství. Jan Filip III. zůstal svobodný a zemřel v roce 1810 jako poslední potomek rodu.

## Osobnosti
- Hans (1530–1594), císařský vyslanec v Moskvě a Vatikánu, 1588 říšský svobodný pán
- Filip (†1626), místodržitel v Gorici
- Jan Filip II. (1635–1702), místodržitel v Gorici, 1675 říšský hrabě
- Jan Kašpar II. (1664–1742), nejvyšší dvorský maršálek, nejvyšší dvorský komorník, rytíř Řádu zlatého rouna
- Jan Karel (1712–1770), zástupce místodržitele v Rakouském Nizozemí, rytíř Řádu zlatého rouna
- Jan Filip (1741–1810), rakouský státní kancléř, rytíř Řádu zlatého rouna
- Jan Ludvík (1753–1809), rakouský státní kancléř a ministr zahraničí, rytíř Řádu zlatého rouna

## Galerie

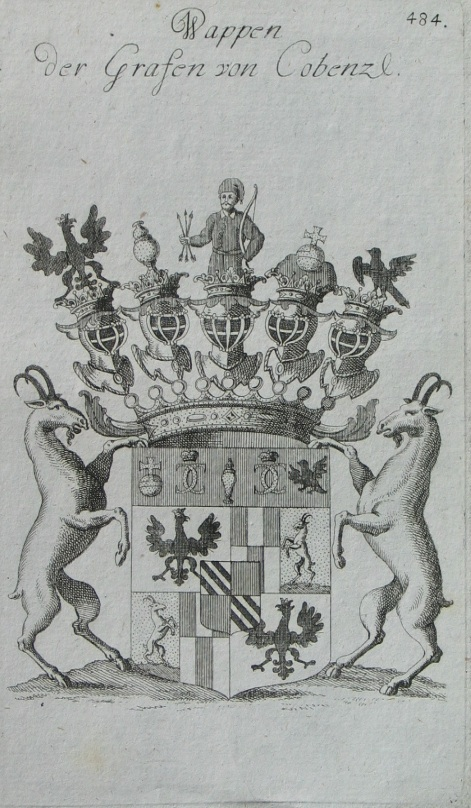
Erb rodu Cobenzlů
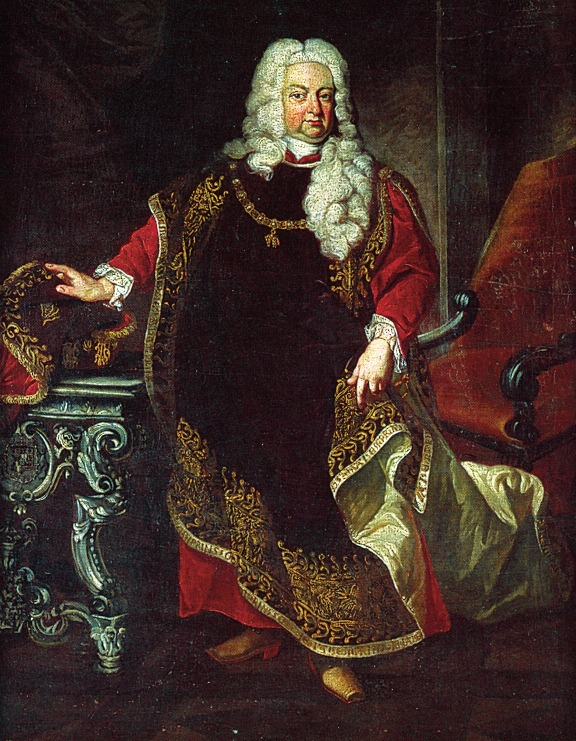
Jan Kašpar II. Cobenzl (1664–1742), nejvyšší dvorský maršálek a komoří
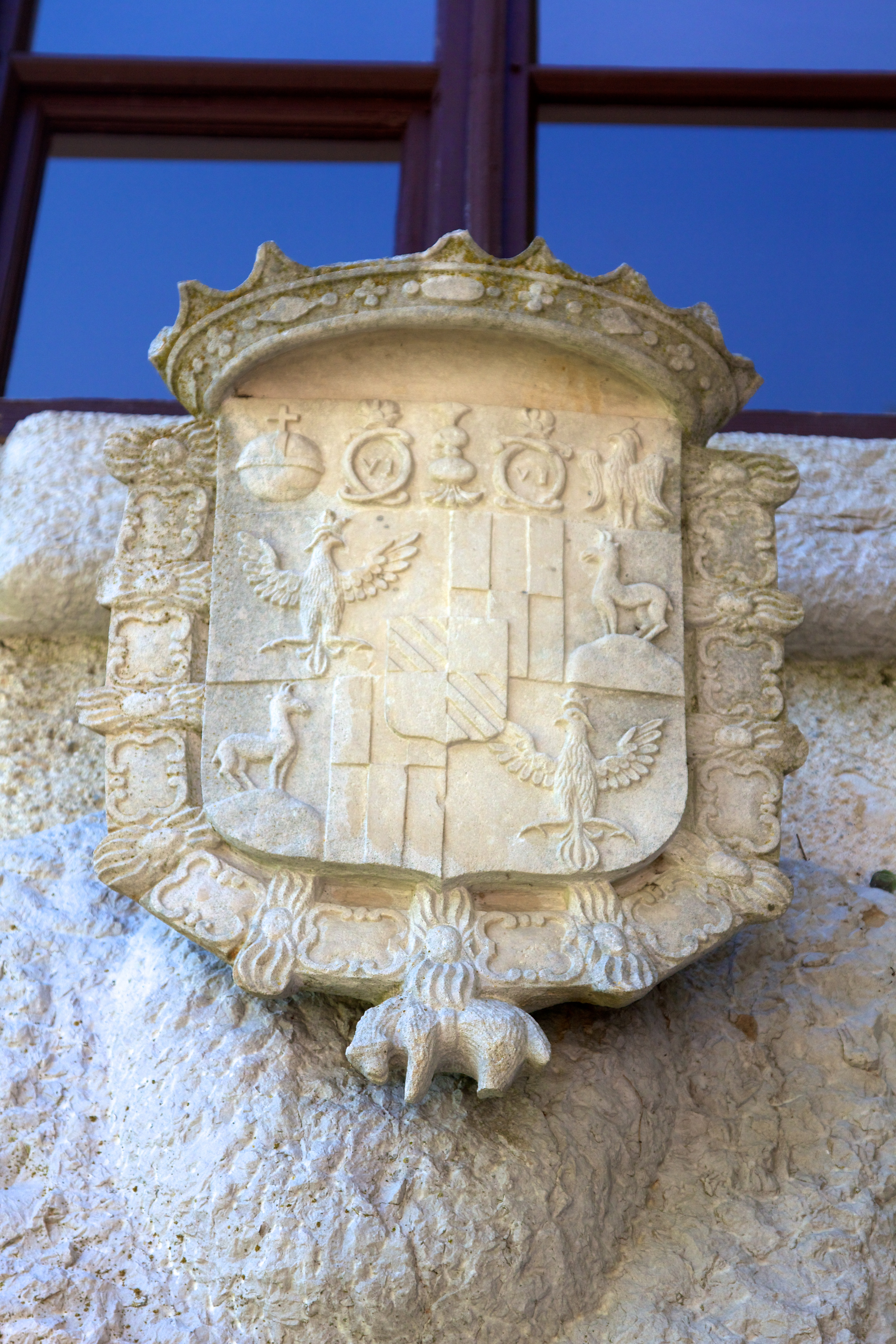
Erb Cobenzlů s dekorací Řádu zlatého rouna na hradě Predjama
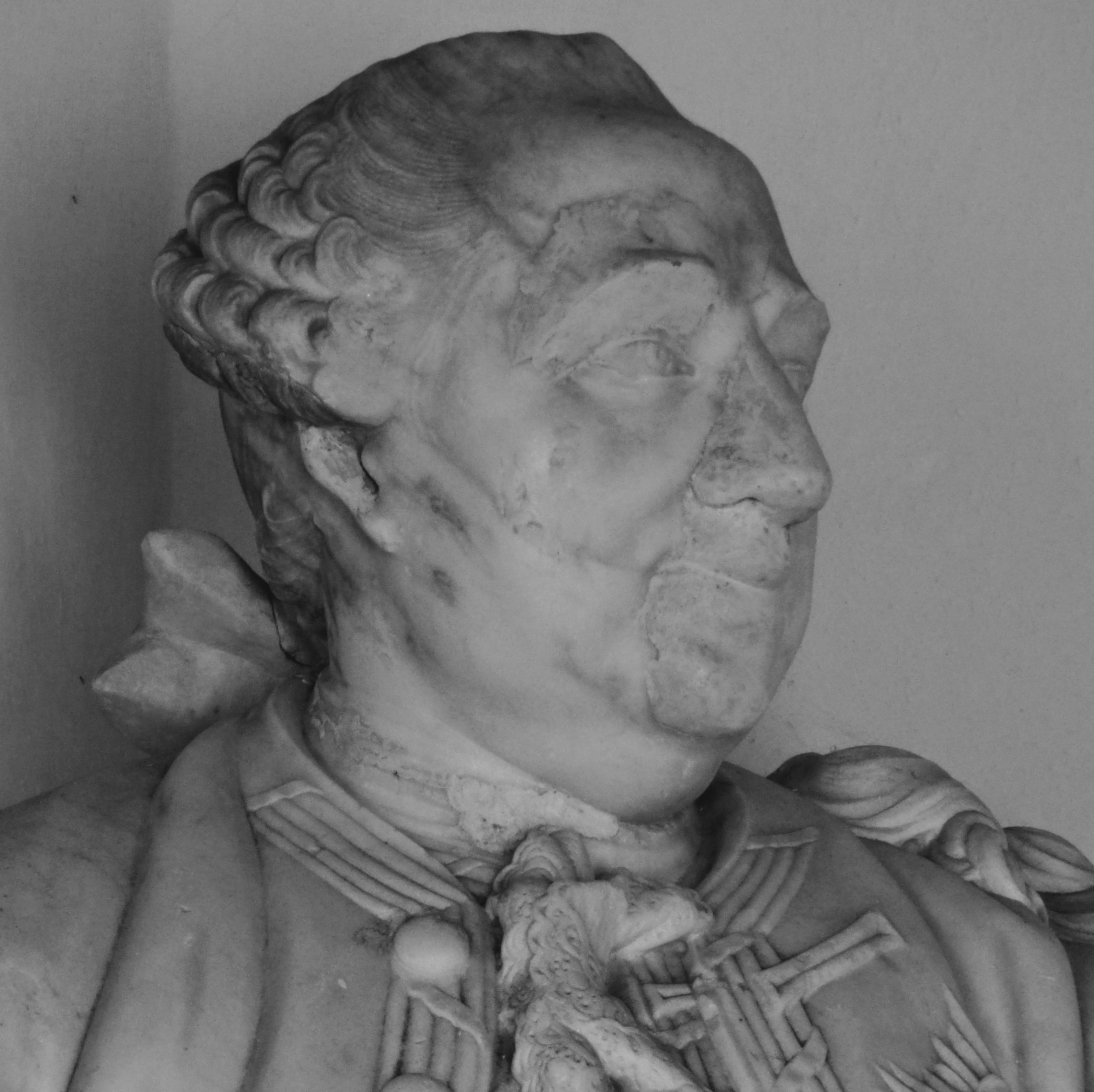
Jan Karel Cobenzl (1712–1770), diplomat
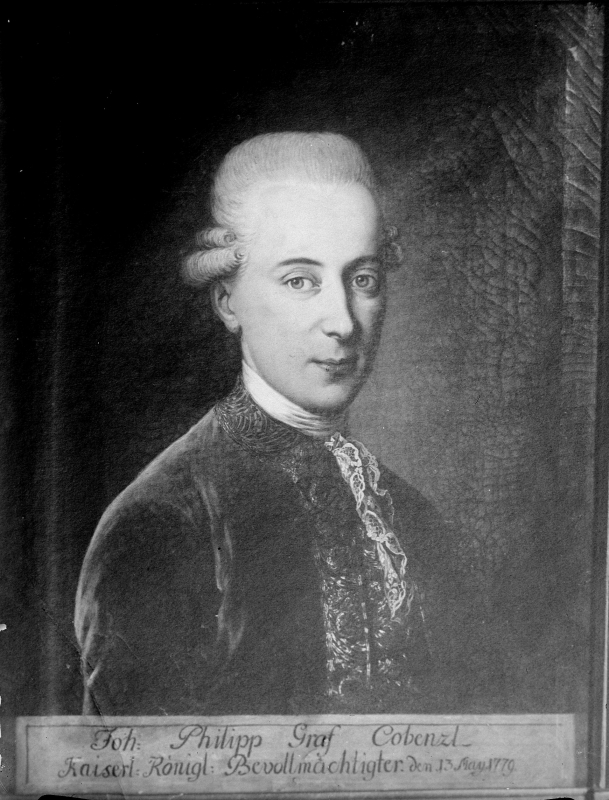
Jan Filip Cobenzl (1741–1810), rakouský státní kancléř
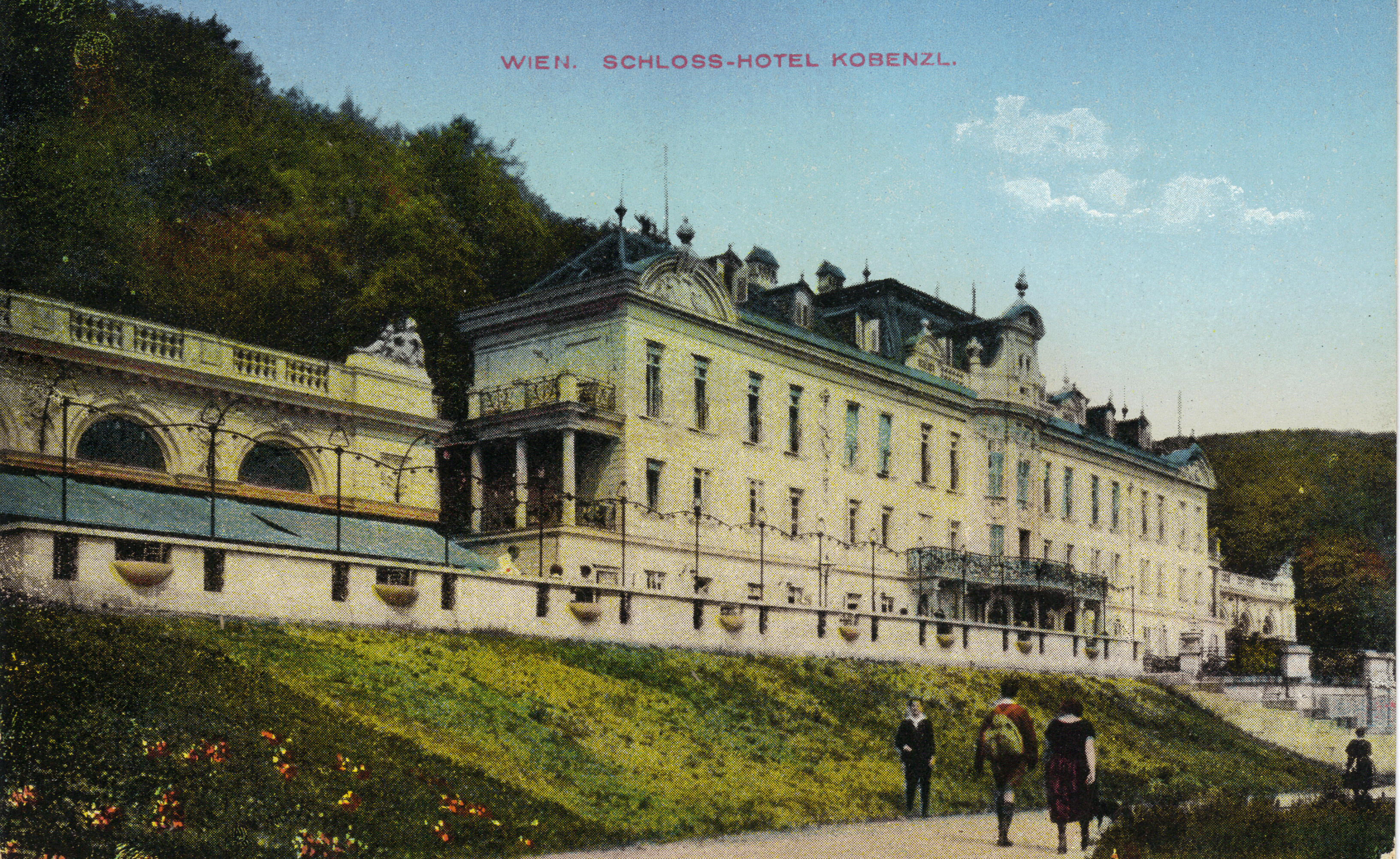
Zámek Cobenzl, sídlo Jana Filipa ve Vídni
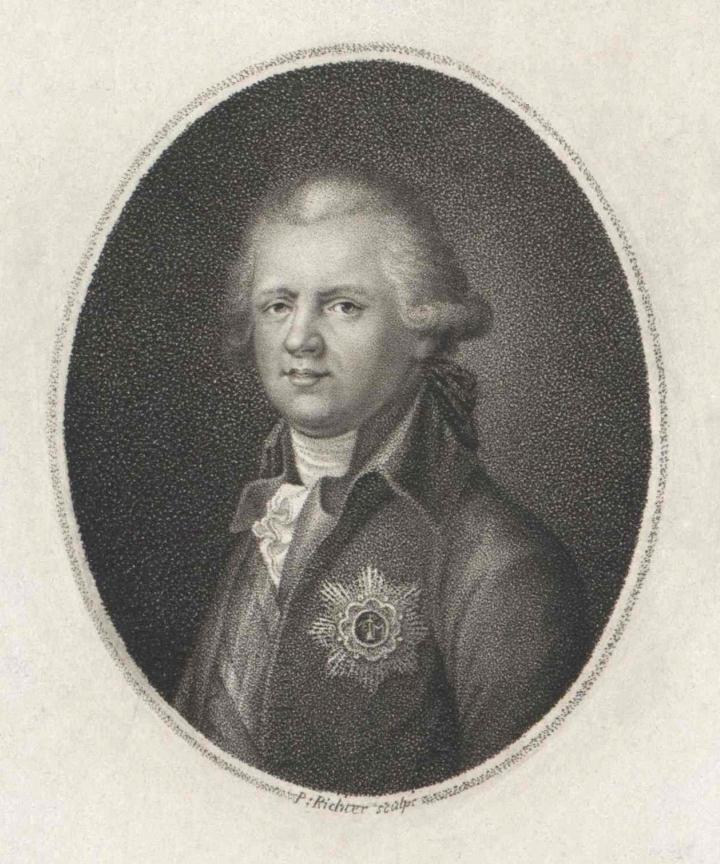
Jan Ludvík Cobenzl (1753–1809), rakouský státní kancléř
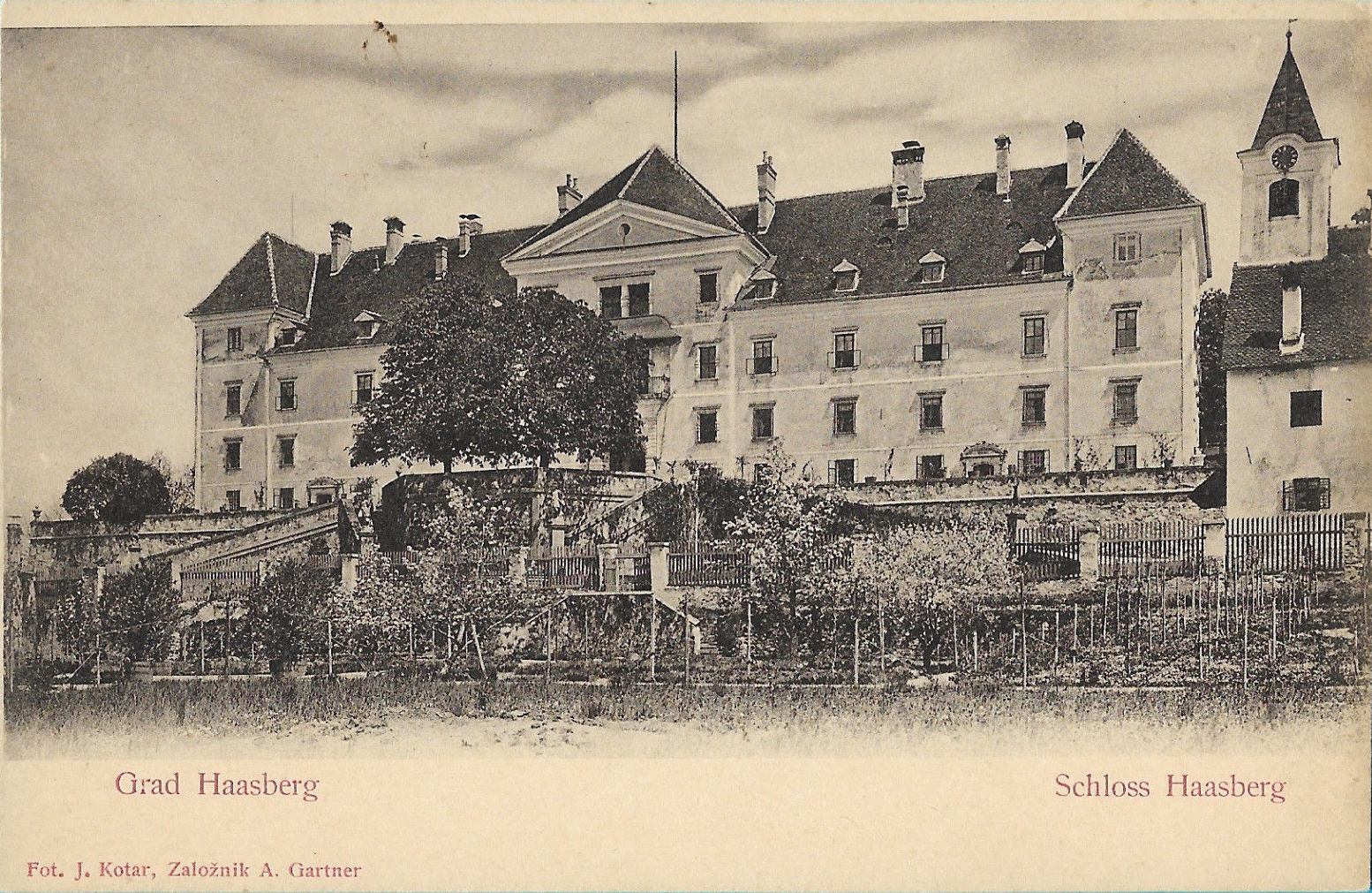
Zámek Hošperk (Haasberg, Slovinsko), majetek Cobenzlů 1717–1810